# Conspectus Florae Africae
Conspectus Florae Africae (abreviado Consp. Fl. Afr.) es un libro ilustrado con descripciones botánicas que fue escrito conjuntamente por Théophile Alexis Durand & Hans Schinz. Fue publicado en Bruselas en 2 volúmenes en los años 1895-1898 con el nombre de Conspectus Floræ Africæ; ou, Énumération des plantes d'Afrique.

## Publicación
- Volumen nº 1(2): Jun 1898
- Volumen nº 5: Dec 1894.

El resto de los volúmenes nunca fue publicado.